# پولک‌پوست
پولک‌پوست، پنگولین یا مورچه‌خوار پولک‌دار عناوینی هستند که برای اشاره به گروهی از جانوران از راسته پولک‌پوست‌سانان (Pholidota) استفاده می‌شوند. این راسته تنها شامل یک خانواده یعنی پولک‌پوستان (Manidae) می‌شود و خود خانواده پولک‌پوستان نیز که به ۳ سردهٔ Manis ,Phataginus و Smutsia تقسیم می‌شود. در سرده پولک‌پوست‌های درختی ۴ گونه پولک‌پوست حضور دارند که همگی بومی شرق آسیا هستند و ۲ سرده دیگر هم هر کدام ۲ گونه دارند که همگی بومی آفریقا هستند. هر ۸ گونه پانگولین در فهرست جانوران در معرض تهدید آی‌یوسی‌ان هستند و به ویژه ۴ گونه آسیایی در خطر فوری انقراض قرار دارند زیرا بیش از هر جانور دیگری در دنیا به صورت قاچاق خرید و فروش می‌شوند. دانشمندان بر این باورند که ویروس عامل بیماری COVID-19 از خفاش‌ها به پانگولین انتقال پیدا کرده و در پانگولین‌ها فرگشت پیدا کرده و به انسان انتقال یافته‌است.
پولک‌پوست‌ها بر روی پوست خود پولک‌هایی از جنس کراتین دارند و تنها پستاندارانی هستند که چنین نوع از پوشش بدن را دارا هستند. پولک‌پوست‌ها در مناطق گرمسیری آفریقا و آسیا زندگی می‌کنند و نام پانگولین از زبان مالای گرفته شده و به معنی «جمع‌شونده رو به بالا» است.
روز ۱۶ فوریه به عنوان روز جهانی این جانوران در تقویم محیط زیست ثبت شده است.

## ویژگی‌ها

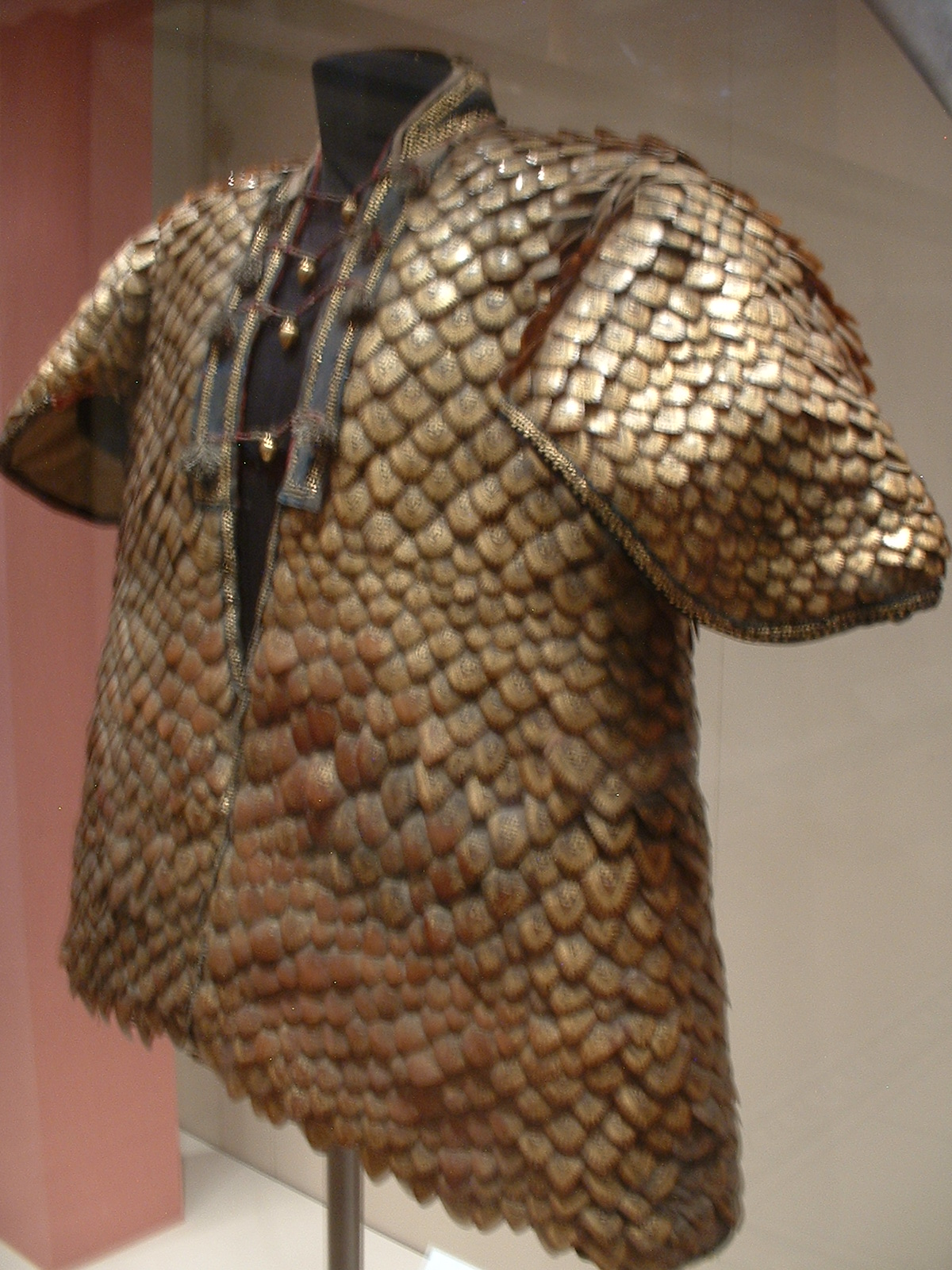
جوشن تهیه شده از زره پولک‌پوست که در سال ۱۸۲۰ به جرج سوم، پادشاه بریتانیا، هدیه شد.

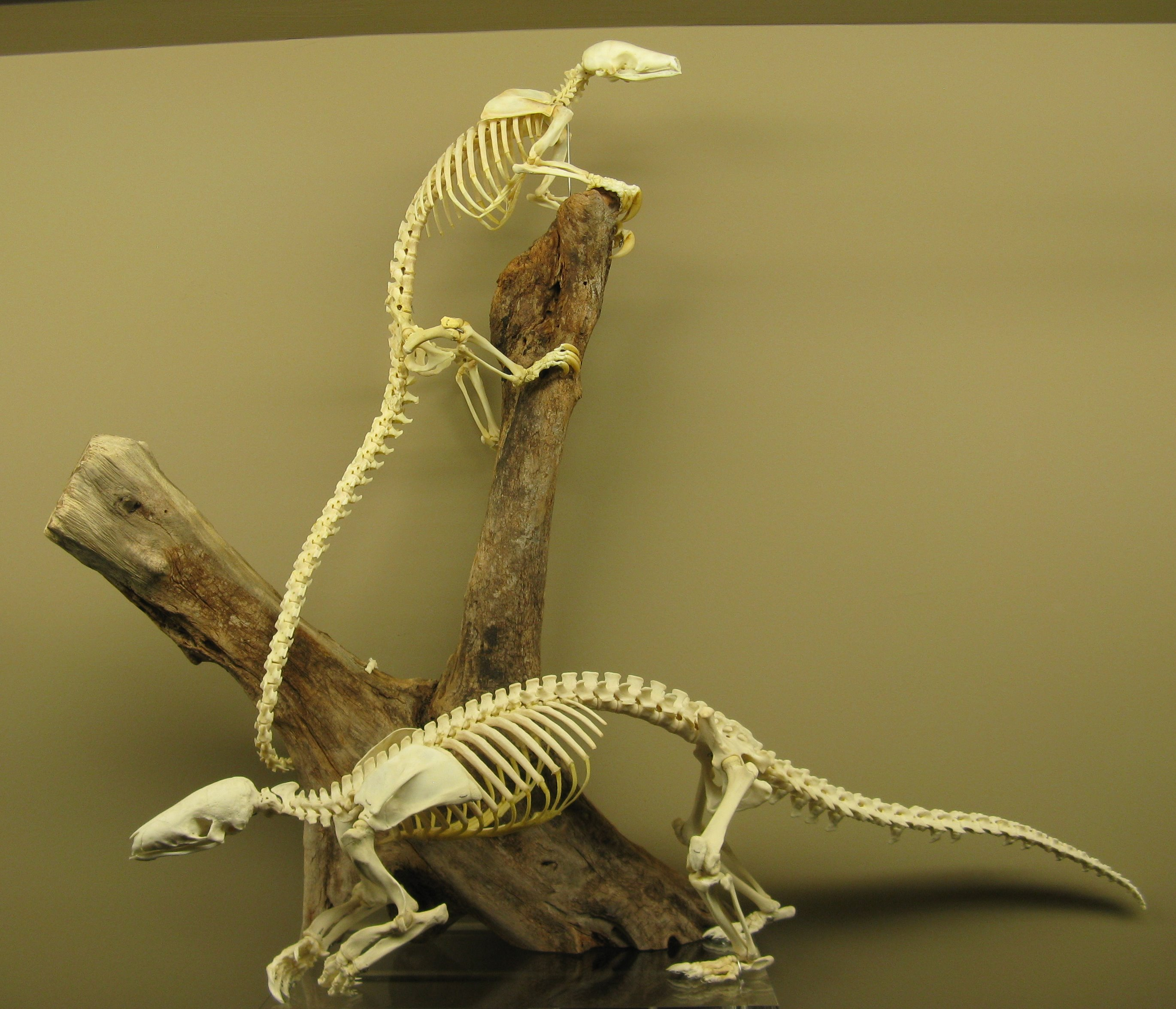
اسکلت پولک‌پوست در موزه استخوان اکلاهما

این جانوران شب‌زی هستند و از حس بویایی قوی خود برای یافتن حشرات در شب استفاده می‌کنند. پولک‌پوست‌ها بیشتر روز را به خوابیدن می‌گذرانند و به هنگام خواب رو به بالا می‌غلتند و به صورت گلوله‌ای در خود جمع می‌شوند.
فلس‌های پانگولین همه جای بدن او به‌جز شکم و سمت داخلی بازوهایش را می‌پوشاند. پولک‌پوست‌ها به هنگام احساس خطر خود را مانند جوجه‌تیغی جمع می‌کنند و تنها کفتار و گربه‌ایان بزرگ قادر به نفوذ به پوشش فلسی آن‌ها هستند.
پولک‌پوست‌ها در خوردن مورچه‌ها و موریانه‌ها تخصص دارند و زبانی دراز و باریک دارند که با بزاقی چسبناک پوشیده شده‌است. پولک‌پوست‌ها دندان ندارند و غذا در معده قوی آن‌ها خرد و گوارده می‌شود. پولک‌پوست‌ها گوش هم ندارند یا گوش‌هایی کوچک در برخی از آن‌ها دیده می‌شود. پاهای جلوی آن‌ها کوتاه و نیرومند است که برای کندن زمین به‌کار می‌رود.
گونه‌هایی از پانگولین‌ها بر روی زمین زندگی می‌کنند و گونه‌ای نیز درخت‌زی است که این گونه دمی قوی برای گرفتن تنه و شاخه‌ها دارد. پولک‌پوست‌ها جانورانی تک‌زی هستند و معمولاً تنها یک فرزند به دنیا می‌آورند. به هنگام خطر، پانگولین مادر، فرزندش را به بغل می‌گیرد و خود را به‌دور او گلوله می‌کند. پولک‌پوست‌های کودک، پس از دو سال آماده جفت‌گیری هستند.
پولک‌پوست بزرگ که در جنگل‌های بارانی و علفزارهای استوایی آفریقا یافت می‌شود، از همه بزرگ‌تر است و طولش به ۱٫۸ متر و وزنش به بیش از ۳۰ کیلوگرم می‌رسد.
دانشمندان می‌گویند که این جانور آینده روشنی ندارد و کسی نمی‌داند که چه تعداد از آنها در طبیعت باقی مانده‌است. به گفته آنان احتمال روبه‌رو شدن با این جانور در طبیعت چنان کم است که حتی نمی‌توان تخمین دقیقی از جمعیت آن داشت.

## طبقه‌بندی
|  | پولک‌پوست‌سانان (پانگولین‌ها)                             |
|  |                                                        |
|  | گوشت‌خوارسانان (گربه‌ها، کفتارها، سگ‌ها، خرس‌ها، فک‌ها و …) |
|  |                                                        |

|  | تک‌سم‌سانان (اسب‌ها، تاپیرها، کرگدن‌ها و …)                 |
|  |                                                         |
|  | جفت‌سم‌سانان (شتر، خوک، نشخوارکنندگان، اسب آبی، نهنگ و …) |
|  |                                                         |

|  | پولک‌پوست‌سانان (پانگولین‌ها)                             |
|  |                                                        |
|  | گوشت‌خوارسانان (گربه‌ها، کفتارها، سگ‌ها، خرس‌ها، فک‌ها و …) |
|  |                                                        |

|  | تک‌سم‌سانان (اسب‌ها، تاپیرها، کرگدن‌ها و …)                 |
|  |                                                         |
|  | جفت‌سم‌سانان (شتر، خوک، نشخوارکنندگان، اسب آبی، نهنگ و …) |
|  |                                                         |

|  | پولک‌پوست‌سانان (پانگولین‌ها)                             |
|  |                                                        |
|  | گوشت‌خوارسانان (گربه‌ها، کفتارها، سگ‌ها، خرس‌ها، فک‌ها و …) |
|  |                                                        |

|  | تک‌سم‌سانان (اسب‌ها، تاپیرها، کرگدن‌ها و …)                 |
|  |                                                         |
|  | جفت‌سم‌سانان (شتر، خوک، نشخوارکنندگان، اسب آبی، نهنگ و …) |
|  |                                                         |

|  | پولک‌پوست‌سانان (پانگولین‌ها)                             |
|  |                                                        |
|  | گوشت‌خوارسانان (گربه‌ها، کفتارها، سگ‌ها، خرس‌ها، فک‌ها و …) |
|  |                                                        |

|  | تک‌سم‌سانان (اسب‌ها، تاپیرها، کرگدن‌ها و …)                 |
|  |                                                         |
|  | جفت‌سم‌سانان (شتر، خوک، نشخوارکنندگان، اسب آبی، نهنگ و …) |
|  |                                                         |

|  | پولک‌پوست‌سانان (پانگولین‌ها)                             |
|  |                                                        |
|  | گوشت‌خوارسانان (گربه‌ها، کفتارها، سگ‌ها، خرس‌ها، فک‌ها و …) |
|  |                                                        |

|  | تک‌سم‌سانان (اسب‌ها، تاپیرها، کرگدن‌ها و …)                 |
|  |                                                         |
|  | جفت‌سم‌سانان (شتر، خوک، نشخوارکنندگان، اسب آبی، نهنگ و …) |
|  |                                                         |

|  | پولک‌پوست‌سانان (پانگولین‌ها)                             |
|  |                                                        |
|  | گوشت‌خوارسانان (گربه‌ها، کفتارها، سگ‌ها، خرس‌ها، فک‌ها و …) |
|  |                                                        |

|  | تک‌سم‌سانان (اسب‌ها، تاپیرها، کرگدن‌ها و …)                 |
|  |                                                         |
|  | جفت‌سم‌سانان (شتر، خوک، نشخوارکنندگان، اسب آبی، نهنگ و …) |
|  |                                                         |

|  | پولک‌پوست‌سانان (پانگولین‌ها)                             |
|  |                                                        |
|  | گوشت‌خوارسانان (گربه‌ها، کفتارها، سگ‌ها، خرس‌ها، فک‌ها و …) |
|  |                                                        |

|  | تک‌سم‌سانان (اسب‌ها، تاپیرها، کرگدن‌ها و …)                 |
|  |                                                         |
|  | جفت‌سم‌سانان (شتر، خوک، نشخوارکنندگان، اسب آبی، نهنگ و …) |
|  |                                                         |

|  | پولک‌پوست‌سانان (پانگولین‌ها)                             |
|  |                                                        |
|  | گوشت‌خوارسانان (گربه‌ها، کفتارها، سگ‌ها، خرس‌ها، فک‌ها و …) |
|  |                                                        |

|  | تک‌سم‌سانان (اسب‌ها، تاپیرها، کرگدن‌ها و …)                 |
|  |                                                         |
|  | جفت‌سم‌سانان (شتر، خوک، نشخوارکنندگان، اسب آبی، نهنگ و …) |
|  |                                                         |

|  | پولک‌پوست‌سانان (پانگولین‌ها)                             |
|  |                                                        |
|  | گوشت‌خوارسانان (گربه‌ها، کفتارها، سگ‌ها، خرس‌ها، فک‌ها و …) |
|  |                                                        |

|  | تک‌سم‌سانان (اسب‌ها، تاپیرها، کرگدن‌ها و …)                 |
|  |                                                         |
|  | جفت‌سم‌سانان (شتر، خوک، نشخوارکنندگان، اسب آبی، نهنگ و …) |
|  |                                                         |

|  | پولک‌پوست‌سانان (پانگولین‌ها)                             |
|  |                                                        |
|  | گوشت‌خوارسانان (گربه‌ها، کفتارها، سگ‌ها، خرس‌ها، فک‌ها و …) |
|  |                                                        |

|  | تک‌سم‌سانان (اسب‌ها، تاپیرها، کرگدن‌ها و …)                 |
|  |                                                         |
|  | جفت‌سم‌سانان (شتر، خوک، نشخوارکنندگان، اسب آبی، نهنگ و …) |
|  |                                                         |

|  | پولک‌پوست‌سانان (پانگولین‌ها)                             |
|  |                                                        |
|  | گوشت‌خوارسانان (گربه‌ها، کفتارها، سگ‌ها، خرس‌ها، فک‌ها و …) |
|  |                                                        |

|  | تک‌سم‌سانان (اسب‌ها، تاپیرها، کرگدن‌ها و …)                 |
|  |                                                         |
|  | جفت‌سم‌سانان (شتر، خوک، نشخوارکنندگان، اسب آبی، نهنگ و …) |
|  |                                                         |

|  | پولک‌پوست‌سانان (پانگولین‌ها)                             |
|  |                                                        |
|  | گوشت‌خوارسانان (گربه‌ها، کفتارها، سگ‌ها، خرس‌ها، فک‌ها و …) |
|  |                                                        |

|  | تک‌سم‌سانان (اسب‌ها، تاپیرها، کرگدن‌ها و …)                 |
|  |                                                         |
|  | جفت‌سم‌سانان (شتر، خوک، نشخوارکنندگان، اسب آبی، نهنگ و …) |
|  |                                                         |

|  | پولک‌پوست‌سانان (پانگولین‌ها)                             |
|  |                                                        |
|  | گوشت‌خوارسانان (گربه‌ها، کفتارها، سگ‌ها، خرس‌ها، فک‌ها و …) |
|  |                                                        |

|  | تک‌سم‌سانان (اسب‌ها، تاپیرها، کرگدن‌ها و …)                 |
|  |                                                         |
|  | جفت‌سم‌سانان (شتر، خوک، نشخوارکنندگان، اسب آبی، نهنگ و …) |
|  |                                                         |

|  | پولک‌پوست‌سانان (پانگولین‌ها)                             |
|  |                                                        |
|  | گوشت‌خوارسانان (گربه‌ها، کفتارها، سگ‌ها، خرس‌ها، فک‌ها و …) |
|  |                                                        |

|  | تک‌سم‌سانان (اسب‌ها، تاپیرها، کرگدن‌ها و …)                 |
|  |                                                         |
|  | جفت‌سم‌سانان (شتر، خوک، نشخوارکنندگان، اسب آبی، نهنگ و …) |
|  |                                                         |

|  | پولک‌پوست‌سانان (پانگولین‌ها)                             |
|  |                                                        |
|  | گوشت‌خوارسانان (گربه‌ها، کفتارها، سگ‌ها، خرس‌ها، فک‌ها و …) |
|  |                                                        |

|  | تک‌سم‌سانان (اسب‌ها، تاپیرها، کرگدن‌ها و …)                 |
|  |                                                         |
|  | جفت‌سم‌سانان (شتر، خوک، نشخوارکنندگان، اسب آبی، نهنگ و …) |
|  |                                                         |

|  | پولک‌پوست‌سانان (پانگولین‌ها)                             |
|  |                                                        |
|  | گوشت‌خوارسانان (گربه‌ها، کفتارها، سگ‌ها، خرس‌ها، فک‌ها و …) |
|  |                                                        |

|  | تک‌سم‌سانان (اسب‌ها، تاپیرها، کرگدن‌ها و …)                 |
|  |                                                         |
|  | جفت‌سم‌سانان (شتر، خوک، نشخوارکنندگان، اسب آبی، نهنگ و …) |
|  |                                                         |